# HMS Undaunted (1914)
Pour les autres navires du même nom, voir HMS Undaunted.
Le HMS Undaunted est un croiseur léger de classe Arethusa de la Royal Navy.

## Histoire
Lors de sa mise en service, il est nommé leader de la 3e escadre de destroyers (en) dans la Force de Harwich, gardant les atterrages orientaux de la Manche. Le 28 août 1914, l’Undaunted prend part à la bataille de Heligoland, et le 17 octobre 1914, il est impliqué dans une action au large de l'île néerlandaise de Texel avec des torpilleurs allemands. Le 25 décembre 1914, il participe au raid de Cuxhaven.
Le 24 janvier 1915, il participe à la bataille de Dogger Bank. En avril 1915, l’Undaunted est endommagé lors d'une collision avec le destroyer Landrail. Ensuite il fait partie de la force couvrant un raid d'hydravions de la Royal Naval Air Service contre les hangars de dirigeables allemands à Tønder et le nord de l'Allemagne, le 24 mars 1916. Lors du voyage de retour, le croiseur léger Cleopatra aperçoit le destroyer allemand G 194 devant lui. Il se tourne vers le G 194 et le percute, coupant le destroyer en deux et le coulant immédiatement, mais la manœuvre conduit le Cleopatra à travers la proue du Undaunted, les deux croiseurs entrent en collision ; le Cleopatra retourne à la base seul malgré les dommages subis dans les deux collisions, mais l’Undaunted est si gravement endommagé qu'il lui faut quatre jours pour atteindre le port.
En avril 1917, l’Undaunted reçoit une installation pour transporter 70 mines. Cependant, il n'a jamais mené d'opération de pose de mines. Cependant, il ne mènera jamais d'opération de pose de mines. Le 5 juin 1917, il participe au bombardement de la base allemande d'Ostende et en octobre il s'en prend à la Hochseeflotte qui attaque un convoi scandinave.
En novembre 1918, il est réaffecté au 4e escadre de croiseurs légers (en) au sein de la Grand Fleet.
En avril 1919, l’Undaunted est affecté à la réserve du Nore. En 1921, il est réactivé à nouveau pour transporter des troupes en Méditerranée. Il est vendu le 9 avril 1923 pour la ferraille à John Cashmore Ltd, à Newport.